# (73343) 2002 JQ117
(73343) 2002 JQ117 – planetoida z pasa głównego asteroid okrążająca Słońce w ciągu 4,55 lat w średniej odległości 2,74 j.a. Odkryta 4 maja 2002 roku.